# Dossier Afspraken en Procedures
Een Dossier, Afspraken en Procedures (DAP) of Document Agreements and Procedures, is een type overeenkomst waarin de wederzijds overeengekomen samenwerking tussen klant en leverancier zijn vastgelegd rondom een afgenomen dienst of product. Een DAP kan als afspraak bestaan tussen zowel interne (klant) als externe (leverancier) partijen binnen een organisatie.
De DAP is hiërarchisch ondergeschikt aan de Service Level Agreement (SLA) en betreft naast andere servicedocumentatie, een bijlage bij de algemene hoofdovereenkomst.
Een DAP is een, meestal schriftelijke, overeenkomst tussen een klant en een leverancier. Er worden werkafspraken omtrent verantwoordelijkheden, procedures en overlegvormen gemaakt tussen aanbieder en afnemer. Een DAP komt zelden alleen, en wordt vaak samen met een Service Level Agreement (SLA) opgesteld. Waar de SLA in gaat op de servicenormen van de serviceverlening, gaat de DAP in op de administratie organisatie rond de serviceverlening zoals welke procedures worden uitgevoerd, welke rapportages worden geleverd en welke functies, rollen en personen zijn betrokken in de communicatie van de klant en de leverancier.

## De inhoud van een DAP
De exacte inhoud van een DAP hangt af van de afgenomen dienst of product en de wijze waarop de klant en leverancier met elkaar omgaan.
Een DAP bestaat uit de volgende onderdelen:
- Algemene informatie over de wederzijds overeengekomen dienst of afgenomen product
- De scope bepaling van het soort werkzaamheden die door de leverancier worden verricht
- Een verwijzing naar gerelateerde documenten zoals de hoofdovereenkomst en de SLA
- Aanvullende informatie op detail niveau aanvullend op de SLA
- Een beschrijving van de verschillende componenten die door de leverancier worden geleverd
- Koppelingen met interne- en externe systemen
- Technisch aanvullende onderwerpen zoals:
  - Configuratie
  - Stabiliteit
  - Beveiliging
  - Back-up en restore
  - Bronsystemen
- Verantwoordelijkheden
- Onderhoudswindow
- Communicatielijnen
- Contactpersonen
- Rapportages

## De evaluatie van een DAP
Indien een geschil ontstaat met betrekking tot het geleverde serviceniveau of een verschil van de prioritering van incidenten, vragen of klachten, dan kan dit reden zijn voor escalatie. De escalaties kunnen ook voortkomen uit het niet juist of niet tijdig geïnformeerd zijn over de afhandeling van een melding of (mogelijke) schade. Hierdoor kan het beeld ontstaan dat er niet wordt voldaan aan de afgesproken SLA/DAP.
Tijdens de escalatieprocedure is voortdurend communiceren van essentieel belang.